# Прах Анджели (книга)
«Прах Анджели» (англ. Angela's Ashes) - опубліковані в 1996 році мемуари Френка Маккорта, що в деталях описують його бідне дитинство в Лімерику. Книга швидко стала бестселером в багатьох країнах, була перекладена 17 мовами, а у 1999 році вийшла її однойменна екранізація. Також за цю книгу в 1997році Маккурт був удостоєний Пулітцерівської премії. Крім того, книга отримала в 1997 році премії National Book Critics Circle  і Exclusive Books Boeke Priz.
У цих мемуарів були продовження, також котрі здобули успіх - Tis(1999) і Teacher Man' (2005). 
Жителі Лімерика розкритикували книгу за неточні описи міста.

## Список символів
Персонажі
- Френсіс Маккорт: Автор книги та головного героя. Франк є релігійним, толковим, і розумним ірландським американецем, який з усіх сил намагається знайти щастя і успіх в суворому світі.
- Малахія Маккорт: батько Френка і алкоголік. Хоча його пристрасть майже руйнує сім'ю, пану Маккорту вдається отримати у своїх дітей прихильність, розповідаючи їм ірландські оповідання.
- Ангела Маккорт, уроджена Шихан: працьовита матір Френка, яка ставить свою сім'ю перш за все та покладає великі надії на своїх дітей. Вона також жартувати і сміється завжди.
- Малахія (молодший): Френк молодший і імовірно більш привабливий і чарівний брат.
- Олівер: брат Франка, близнюк Юджин, що помирає в ранньому віці в Ірландії.
- Євген: брат Франка, який помирає від пневмонії зашість місяців після Олівера, його близнюка.
- Маргарет: тільки сестричка Франка, яка помирає у сні в США.
- Майкл: брат Франка.
- Альфонс: молодший брат Франка.
- Тітка Аггі: бездітна тітка Франка, яка не тільки заздрить великій родині Анжели, але не вірить Ангелі, але несе користь і лояльність.
- Дядя Па Кітінг: чоловік тітки Аггі, що особливо любить Юджин.
- Дядя Пет Шихан: брат Анжели, втратив глузд, коли він був молодий.
- Бабуся: мати Анжели і бабуся Франка, яка посилає Ангелі грошей, щоб приїхати до Ірландії.

Інші
- Педді Клохессі: бідний хлопчик в тому ж класі, що і Франк, який вважає, що друг Френка після акцій Франка з ним багато бажаними родзинками.
- Брендон "Питання" Куіглі: другий однокласник Френк, який часто потрапляє в неприємності, бо його тенденції задають занадто багато питань
- Фінтан Слеттері: однокласник Френк, який запрошує Френка і Педді на обід і приступає до з'їсти все це перед ними, не пропонуючи їм ніякої
- Мікі Моллой: син Нори Моллой, який старший Френка, має припадки, і "експертні Про органи дівчаток і брудних речей"
- Патрісія Мадіган: пацієнт у лікарні Февер, що дружить з Френком і пише йому, в віршах, зокрема "Highwayman" Альфред Нойес, але вмирає перш, ніж вона може розповісти йому іншу частину вірша.
- Симус: Лікарняний двірник, який допомагає Франку і Патрісії спілкуватися, і який пізніше читає вірші з Френком в лікарні.
- Г-н Тімон: старий, який платить Френку за те, щоб той читав книги на нього.
- Дотті О'Ніл: дивакуватий учитель 4-го класу Франка, який любить Евкліда.
- Г-О'Ді: Франк п'ятому учитель і директор школи клас
- Тереза Кармоді: 17-річна сухотна дівчина, з якою Френк має сексуальні стосунки. Френк відчайдушно турбується про долю Терези, яку він думає, що він ставить під загрозу, маючи дошлюбний секс з нею.
- Міккі Спіллакі: Друг Френка, який, передбачаючи смерть своєї сестри, обіцяє Франку, що він може прийти на поминки і з'їсти частину їжі.

## Кінець
Після подорожі до Америки [Там, де закінчується книга] Франк в кінцевому підсумку працює на «Biltmore Hotel» в Нью-Йорку, де він залишався до 1951 року. Франк був призваний під час корейської війни, щоб бути дислокованим в Баварію, Німеччина. Після виписки, Френк повернувся в Нью-Йорк і балувався з кількома різними завданнями, поки він не був прийнятий в Нью-Йоркський університет. Після закінчення в 1957 році зі ступенем бакалавра в області англійської мови, Маккорт повернувся викладати в школах Нью-Йорка. Потім він отримав ступінь магістра і поїхав в Дублін в гонитві за своєю докторською дисертацією, яку він так і не завершив. Таким чином, він повернувся на Батьківщину.